# 無限恐怖症
無限恐怖症（むげんきょうふしょう）とは無限や永遠を感じた時に恐怖や不安を覚える恐怖症の一種。アペイロフォビア（英:apeirophobia）とも呼ばれる。（この名前はト・アペイロン<意:無限なもの>に由来する）

## 概要
無限恐怖症は、主に死後、永遠に死の中にいることや、来世について考えたり、知ったりすることで発症することが多い。また、無限恐怖症はそうではない人に説明するのが難しい。そのため、心理学や精神医学といった専門分野でも、恐怖症の1つとしてまだ認知されておらず、世界中で広く用いられている精神障害の分類基準『精神障害の診断と統計マニュアル（Diagnostic and Statistical Manual of Mental Disorders）』（アメリカ精神医学会）にも記載されていない。
死恐怖症と結び付けられることも多い。

## 症状
永遠性への強迫神経症的固執、自己制御と集中力の欠如、疲労、食欲不振などが主な症状。

## 治療
難しいとされるが、自ら死にあまり心配をいだかないことが有効。